# Eupsychellus steirema
Eupsychellus steirema är en fjärilsart som beskrevs av Druce 1890. Eupsychellus steirema ingår i släktet Eupsychellus och familjen juvelvingar. Inga underarter finns listade i Catalogue of Life.